# Tom Anderson
 (février 2020).
Si vous disposez d'ouvrages ou d'articles de référence ou si vous connaissez des sites web de qualité traitant du thème abordé ici, merci de compléter l'article en donnant les références utiles à sa vérifiabilité et en les liant à la section « Notes et références ».
Thomas Anderson (né le 8 novembre 1970) est un entrepreneur américain surtout connu comme cofondateur du réseau social Myspace.

## Biographie
Thomas Anderson a fondé le réseau social Myspace avec Chris DeWolfe en 2003. 
Il en est devenu président, puis conseiller stratégique jusqu'à son départ en 2009. 
À la tête d'une fortune de plusieurs dizaines de millions de dollars, grâce à la vente de Myspace, il se consacre aujourd'hui à la photo. 

## Dans la culture populaire
Anderson est connu comme « Tom de Myspace », car jusqu'en 2010, il était automatiquement affecté comme premier « ami » des nouveaux utilisateurs de MySpace lors de la création de leurs profils.
Il fait une apparition dans le film Funny People de Judd Apatow sorti en 2009 .
Sur son album Les Affranchis (2009) Alexis HK lui consacre la chanson « Thanks for the Add », en duo avec Renan Luce.